# ملکه قاتل
کوئین کشنده (به انگلیسی: Killer Queen) یک آهنگ نوشته شده توسط پیانیست و خوانندهٔ بریتانیایی راک، فردی مرکوری و اجرا شده توسط گروه کوئین می‌باشد. این ترانه در آلبوم حمله قلبی محض آنها در سال ۱۹۷۴ قرار داشت و همچنین در آلبوم گردآوری‌شده بهترین آثار آنها قرار گرفت. از جمله موفقیت‌های این تک‌آهنگ می‌توان به دستیابی به رتبهٔ ۲ در چارت بریتانیا و ۱۲ در ایالات متحده اشاره کرد.